# Братерська пасіка
Братерська пасіка — колишній хутір у Білопільській волості Бердичівського повіту Київської губернії та Халаїмгородоцькій сільській раді Вчорайшенського району Бердичівської округи.

## Населення
Відповідно до перепису населення СРСР 17 грудня 1926 року, чисельність населення становила 2 особи, з них 1 чоловік та 1 жінка; етнічний склад: українців — 2. Кількість домогосподарств — 1, з них, неселянського типу — 1.

## Історія
Час заснування — невідомий. До 1917 входила до складу Білопільської волості Бердичівського повіту Київської губернії, до червня 1925 року — до складу Вчорайшенського району Бердичівської округи Київської губернії.
На 17 грудня 1926 року — хутір в складі Халаїмгородоцької сільської ради Вчорайшенського району Бердичівської округи. Відстань від населеного пункту до центру сільської ради, села Халаїмгородок, становила 3 версти, до районного центру, с. Вчорайше — 14 верст, до окружного центру в Бердичеві — 30 верст, до найближчої залізничної станції (Чорнорудка) — 11 верст.
Станом на 1 жовтня 1941 року не значиться в обліку населених пунктів.